# Nemophora humilis
Nemophora humilis là một loài bướm đêm thuộc họ Adelidae. Loài này có ở Mozambique.